# Yonatan Cohen
Yonatan Cohen (hebräisch יונתן כהן; * 29. Juni 1996 in Tel Aviv) ist ein israelischer Fußballspieler, der beim Erstligisten Maccabi Tel Aviv unter Vertrag steht. Der Flügelspieler ist seit März 2019 israelischer Nationalspieler. Seit 2020 besitzt er auch die polnische Staatsbürgerschaft.

## Persönliches
Yonatan Cohen wurde in Tel Aviv als Sohn einer jüdischen Familie geboren. Er besitzt polnische Vorfahren mütterlicherseits und im Jahr 2020 nahm er die polnische Staatsbürgerschaft an, wodurch er zum Doppelstaatsbürger wurde. Sein Vater Mickey selbst war ebenfalls als Fußballprofi aktiv und stand dabei auch bei Maccabi Tel Aviv unter Vertrag. Sein älterer Bruder Guy trat wie Yonatan in die Fußstapfen des Vaters und steht im Moment bei Hapoel Ra’anana unter Vertrag.

## Karriere

### Verein
Der Flügelspieler Yonatan Cohen entstammt der Nachwuchsabteilung von Maccabi Tel Aviv, spielte in seiner Jugendzeit aber auch kurz in der Jugend von Hapoel Tel Aviv. Zur Saison 2015/16 wechselte er auf Leihbasis zum Zweitligisten Beitar Tel Aviv Ramla. Beim Hauptstadtverein sollte er erste Erfahrungen im professionellen Fußball sammeln und traf dort auf seinen älteren Bruder Guy, der im selben Sommer zum Verein gewechselt war. Am 21. August 2015 (1. Spieltag) debütierte er bei der 1:3-Auswärtsniederlage gegen Hapoel Aschkelon in der Liga Leumit. Eine Woche später (2. Spieltag) erzielte er bei der 1:4-Heimniederlage gegen Hapoel Ironi HaScharon sein erstes Ligator. Er etablierte sich rasch als wichtige Stammkraft und absolvierte insgesamt elf Ligaspiele.
Im Juli 2016 wechselte er in einem Leihgeschäft für ein Jahr zu Bne Jehuda Tel Aviv. Sein erstes Ligaspiel absolvierte er am 17. September 2016 (4. Spieltag) beim 1:0-Auswärtssieg gegen Hapoel Kfar Saba, als er in der 64. Spielminute für Dovev Gabay eingewechselt wurde. Am 1. Oktober (6. Spieltag) erzielte er beim 2:2-Unentschieden gegen den MS Aschdod sein erstes Tor in der höchsten israelischen Spielklasse. Er brach rasch in die Startformation durch und beendete die Spielzeit 2016/17 mit vier Treffern und drei Vorlagen in 27 Ligaeinsätzen.
Am 29. Juni 2017 debütierte er beim 2:0-Heimsieg in der Qualifikation zur UEFA Europa League gegen den albanischen Vertreter KF Tirana in der ersten Mannschaft Maccabis. Bereits nach 27 gespielten Minuten gelang es ihm das erste Tor des Tages zu erzielen. In den nächsten Pflichtspielen kam er nur sporadisch zum Einsatz, weshalb er Ende August 2017 für die gesamte Saison 2017/18 zu Bne Jehuda zurückkehrte. Für HaShkhuna kam er in 34 Ligaspielen zum Einsatz, in denen er sechs Tore und drei Assists sammeln konnte.
Nach seiner Rückkehr zu Maccabi Tel Aviv wurde er zu Beginn der nächsten Spielzeit 2018/19 nur unregelmäßig eingesetzt. Am 8. Dezember 2018 (13. Spieltag) erzielte er beim 3:1-Auswärtssieg gegen Bne Jehuda Tel Aviv einen Doppelpack. Ab diesem Zeitpunkt kam er deutlich öfters zum Einsatz und in der Meisterrunde gelang ihm mit vier Toren und sechs Vorlagen in 10 Ligaspielen der endgültige Durchbruch. Mit dieser Leistung trug er wesentlich zum Meistertitel der Mannschaft bei.
In der nächsten Saison 2019/20 schaffte er es erneut sich zu verbessern und sammelte in 33 Ligaeinsätzen 12 Tore und elf Vorlagen. Erneut gewann er mit Maccabi die israelische Meisterschaft.
2021 wagte Cohen den Wechsel ins Ausland und ging zum italienischen Zweitligisten Pisa Sporting Club.
Im September 2022 wechselte er zurück an seine alte Wirkungsstätte in Tel Aviv.

### Nationalmannschaft
Zwischen November 2015 und Oktober 2018 spielte Yonatan Cohen acht Mal für die israelische U21-Nationalmannschaft und erzielte in diesen Spielen zwei Tore.
Am 21. März 2019 debütierte er beim 1:1-Unentschieden gegen Slowenien in der Qualifikation zur Europameisterschaft 2021 für die israelische A-Nationalmannschaft.

## Erfolge
Bne Jehuda Tel Aviv
- Israelischer Pokalsieger: 2016/17

Maccabi Tel Aviv
- Israelischer Meister: 2018/19, 2019/20
- Israelischer Ligapokalsieger: 2018/19